# Tohar Butbul
Tohar Butbul (24 de enero de 1994) es un deportista israelí que compite en judo.
Participó en los Juegos Olímpicos de Tokio 2020, obteniendo una medalla de bronce en la prueba de equipo mixto. Ganó una medalla de plata en el Campeonato Europeo de Judo de 2021, en la categoría de –73 kg.

## Palmarés internacional
| Juegos Olímpicos   | Juegos Olímpicos  | Juegos Olímpicos  | Juegos Olímpicos |
| Año                | Lugar             | Medalla           | Categoría        |
| ------------------ | ----------------- | ----------------- | ---------------- |
| 2020               | Tokio (Japón)     | Medalla de bronce | Equipo mixto     |
| Campeonato Europeo |                   |                   |                  |
| Año                | Lugar             | Medalla           | Categoría        |
| 2021               | Lisboa (Portugal) | Medalla de plata  | –73 kg           |